# Diceratella canescens
Diceratella canescens ist eine Pflanzenart aus der Gattung Diceratella innerhalb der Familie der Kreuzblütengewächse (Brassicaceae).

## Beschreibung

### Vegetative Merkmale
Diceratella canescens ist ein kleiner, am Grund verholzter Halbstrauch, der Wuchshöhen von 10 bis 20 oder 25 Zentimetern erreicht und viele Stängel mit reicher Verzweigung besitzt. Die Stängel sind aufrecht oder aufsteigend und dicht bedeckt mit kurzen, weißlichen und leicht rauen Sternhaaren.
Die wechselständig angeordneten Laubblätter sind in Blattstiel und -spreite gegliedert. Der Blattstiel ist oft ungefähr so lang wie die Spreite. Die einfache Blattspreite ist bei einer Länge von 15 bis 30 Millimetern sowie bei einer Breite von 5 bis 15 Millimetern fast kreisförmig, eiförmig bis elliptisch-länglich mit mehr oder weniger stumpfem oberen Ende. Der Blattrand entfernt gezähnt bis fast ganzrandig.

### Generative Merkmale
Die Blütezeit reicht von März bis April. Der kurze, traubige Blütenstand enthält locker angeordnet fünf bis zehn Blüten. Die Blütenstiele sind sehr kurz, unauffällig und verdickt und stehen in der Fruchtreife aufrecht. Die attraktiven, zwittrigen Blüten sind bei einem Durchmesser von etwa 10 Millimetern radiärsymmetrisch und vierzählig. Die vier Kelchblätter sind 7 bis 9 Millimeter lang. Die vier satt rosafarbenen Kronblätter sind lang genagelt und messen 12 bis 15 Millimeter in der Länge und 3 bis 4 Millimeter in der Breite. Die ungefähr sechs Staubblätter sind 10 Millimeter lang; die zwei äußeren sind viel kürzer als die anderen. Die Staubfäden sind linealisch und die langen Staubbeutel sind linealisch mit spitzem oberen Ende.
Die mit einer leichten Krümmung im oberen Bereich aufrechten Schoten sind 12 bis 15 Millimeter lang, 2 Millimeter breit und dicht weiß-grau behaart. Sie sind. Am oberen Ende der Fruchtklappen unterhalb der Narbe sind zwei Hörner vorhanden, in denen die Mittelrippe der Fruchtklappen endet. In jedem Fruchtfach befinden sich sechs bis zehn Samen. Die Samen sind etwa 1 Millimeter lang.

## Verbreitung
Der Endemit Diceratella canescens kommt nur im südlichen bis südöstlichen Iran und in der pakistanischen Provinz Belutschistan vor.

## Taxonomie
Die Erstbeschreibung erfolgte 1842 unter dem Namen (Basionym) Diceratium canescens Boiss. durch Pierre Edmond Boissier in Plantae Aucherianae orientales enumeratae, cum novarum specierum descriptione (suite). in Annales des sciences naturelles. Botanique. Série 2, Band 17, Seite 62 auf der Grundlage einer Aufsammlung von Pierre Martin Rémi Aucher-Éloy. Die Neukombination zu Diceratella canescens (Boiss.) Boiss. wurde 1867 in Flora Orientalis, Band 1: Thalamiflorae. Seite 315 veröffentlicht, weil sich der Gattungsname Diceratium als ungültiges Homonym herausgestellt hatte.